# Armatur (Heraldik)

Wappen mit Armatur (Haiti)

Unter Armatur versteht der Heraldiker in der Wappenkunst alles beliebte Wappenzubehör, das vor, hinter oder neben dem Wappenschild angeordnet wird und nur der übermäßigen Ausschmückung dient. Hierzu werden etwa Fahnen in größerer Anzahl gezählt, Kanonen und Gewehre, die als Prachtstücke das Wappen aufwerten sollen, oder gestapelte Munition und Kanonenkugeln. Auch die größere Anzahl von historischen Waffen wie Lanzen und Hellebarden rechnet man dazu. Es sind jedoch keine notwendigen Prachtstücke.
Aufgekommen ist diese Ausschmückung im 18. Jahrhundert. Eine Armatur gilt nicht als historisch gewachsen und zudem als unheraldisch.